# (10785) Dejaiffe
(10785) Dejaiffe (1991 RD12) – planetoida z grupy pasa głównego asteroid okrążająca Słońce w ciągu 4,77 lat w średniej odległości 2,83 j.a. Odkryta 4 września 1991 roku.